# Йоганнес Баадер
Йоганнес Баадер (нар. 22 червня 1875 в Штутгарті — пом. 15 січня 1955 в Адльдорфі), німецький письменник і художник, пов'язаний з представниками берлінського дадаїзму.

## Біографія
Батько Баадера працював робітником-металістом на королівських будівлях у Штудгарті. Свою освіту Баадер розпочав у торговій школі Штудгарта, яку він відвідував від 1892 до 1895 року. Потім вступив до технічного університету. Спочатку працював каменярем у Дрездені, вирізаючи могильні плити. 1905 року переїхав до Берліна, де познайомився з Раулем Хаусманном. Разом вони пізніше стануть впливовими представниками в осередку берлінського дада. 1906 року він побудував he спроектував Світовий Собор, який являв собою утопічне бачення міжконфесійної злагоди. На цей проект вплинули різноманітні архітектурні форми, в тому числі грецькі та індійські архетипи. Подібно до багатьох тогочасних утопічних архітектурних проектів, ця 1500-метрова будівля так і не була реалізована й залишилась лише на папері.
Від 1914 року Баадер почав більше часу присвячувати літературі. Він опублікував трактат Vierzehn Briefe Christi (Чотирнадцять листів до Христа), в якому йдеться про монізм і впродовж декількох наступних років писав статті для журналів Die freie Straße (Три вулиці) та Der Dada. 1917 року, в розпал Першої світової війни, від отримав посвідчення про психічне захворювання, яке стало результатом маніакальної депресії. Now equipped with considerable license, he gave outrageous public performances parodying public and mythic identities and producing utopian designs of monumental, metaphysical, and messianic dimensions. Того самого року він балотувався до Рейхстагу в Саарбрюкені й заснував компанію під назвою Christus GmbH (Тов. Христа). Його членами могли стати пацифісти та дезертири й були спроби прирівняти conscientious objection до християнського мучеництва. Опинився у центрі скандалу 17 листопада 1918 року, після того як влаштував виставу в Берлінському соборі під назвою «Christus ist euch Wurst» (You don't give a damn about Christ), яка висміювала духовенство, мирян та політиків і призвела до його короткочасного ув'язнення. 1918 року він проголосив, що воскрес в образі Обердада — президента всесвіту, що було дадаїстською пародією на армійського високопосадовця. Того ж року написав квазірелігійний трактат Die acht Weltsätze (Вісім світових тез).